# Monteleone (Inverno e Monteleone)
Monteleone è un abitato del comune di Inverno e Monteleone posto a est della sede comunale, verso Miradolo Terme.

## Storia
Monteleone (CC F539), noto nel X secolo come Mons Luponi, e poi Mons Oleonis per la coltivazione dell'ulivo, fece parte della Campagna Sottana pavese, e dal XV secolo venne incluso nella squadra (podesteria) del Vicariato di Belgioioso, di cui era capoluogo Corteolona, e che fu infeudato nel 1475 agli Estensi passando nel 1757 ai Barbiano di Belgioioso. Nel 1863 prese il nome di Monteleone sui Colli Pavesi, ma nel 1872 il comune fu soppresso e unito a Inverno; nel 1961 il nuovo comune assunse la denominazione di Inverno e Monteleone.

## Società

### Evoluzione demografica
- 173 nel 1751
- 428 nel 1805
- 594 nel 1861[3]